# Olimpiadi degli scacchi del 1972
Le Olimpiadi degli scacchi del 1972 si svolsero a Skopje, in Jugoslavia (oggi Repubblica di Macedonia) dal 18 settembre al 13 ottobre. Furono la prima edizione della competizione in cui si svolsero contemporaneamente il torneo open e quello femminile. La numerazione delle due competizioni fu tuttavia separata, e queste furono quindi la ventesima Olimpiade open e la quinta femminile. Contestualmente fu tenuto anche un congresso della FIDE.

## Torneo open
Al torneo open parteciparono 63 nazioni, per un totale di 373 giocatori divisi in squadre da sei giocatori ciascuna (quattro titolari e due riserve). Rhodesia e Sudafrica non poterono partecipare perché le autorità iugoslave, a causa dell'apartheid presente nei due paesi, ne rifiutarono l'ingresso; la FIDE, durante il proprio congresso, stabilì che l'assegnazione delle Olimpiadi successive sarebbe stata subordinata all'impegno a far partecipare chiunque ne facesse richiesta.
Le squadre furono divise in 8 gironi da 8 squadre ciascuno (eccetto il primo); le prime due classificate di ogni girone erano qualificate per la finale principale a 16, mentre altri tre gruppi (finali B, C e D) furono stabiliti rispettivamente per la terza e la quarta, la quinta e la sesta e le ultime due della classifica generale.
Fu la prima Olimpiade in cui era presente il punteggio Elo, che venne usato per formare i gruppi della prima fase.
Diverse assenze si contarono tra i partecipanti: in particolare mancarono i due sfidanti per il titolo mondiale, Robert Fischer e Boris Spasskij. Per la prima volta nella squadra sovietica fu presente un giocatore privo del titolo di Grande maestro (la seconda riserva Volodymyr Savon). Susan Grumer, riserva delle Isole Vergini, fu l'unica donna a partecipare al torneo open.
L'Albania, nella seconda fase, si rifiutò di giocare contro Israele all'undicesimo turno della seconda fase e abbandonò il torneo. Di conseguenza le partite già giocate contro di essa non furono contate ai fini del punteggio, e l'Albania stessa fu esclusa dalla classifica.

### Prima fase
Nella tabella seguente sono elencati i gruppi in cui vennero divise le squadre. In grassetto e corsivo sono evidenziate le squadre qualificate alla finale A, in solo grassetto le qualificate alla finale B, in solo corsivo le qualificate alla finale C.
| Gruppo 1         | Gruppo 2    | Gruppo 3  | Gruppo 4       | Gruppo 5       | Gruppo 6     | Gruppo 7    | Gruppo 8                |
| ---------------- | ----------- | --------- | -------------- | -------------- | ------------ | ----------- | ----------------------- |
| Belgio           | Brasile     | Bolivia   | Argentina      | Cecoslovacchia | Canada       | Albania     | Austria                 |
| Cuba             | Cipro       | Indonesia | Francia        | Hong Kong      | Galles       | Andorra     | Filippine               |
| Danimarca        | Inghilterra | Libano    | Germania Ovest | Irlanda        | Germania Est | Australia   | Iran                    |
| Finlandia        | Giappone    | Marocco   | Grecia         | Israele        | Italia       | Bulgaria    | Fær Øer                 |
| Lussemburgo      | Jugoslavia  | Norvegia  | Guernsey       | Malaysia       | Malta        | Colombia    | Isole Vergini Americane |
| Rep. Dominicana  | Perù        | Polonia   | Islanda        | Mongolia       | Singapore    | Iraq        | Romania                 |
| Unione Sovietica | Siria       | Scozia    | Messico        | Portogallo     | Svezia       | Paesi Bassi | Tunisia                 |
|                  | Svizzera    | Ungheria  | Nuova Zelanda  | Spagna         | Turchia      | Porto Rico  | Stati Uniti             |

Il primo girone fu dominato dall'Unione Sovietica, che staccò di ben sette punti la Danimarca che, pur priva di Bent Larsen, riuscì a qualificarsi per la finale battendo il Belgio e la Finlandia e pareggiando cn Cuba all'ultima partita. Nel secondo gruppo il Perù, a sorpresa, fu sul punto di ottenere uno storico secondo posto ai danni di Inghilterra e Svizzera, ma, giunti a pari merito con quest'ultima, furono esclusi per spareggio tecnico. Nel terzo girone la Norvegia non riuscì ad inserirsi tra Polonia e Ungheria, mentre l'Argentina riuscì ad arrivare nella finale dal gruppo 4 nonostante molte assenze e una pesante sconfitta per 4-0 contro la Germania Ovest al primo turno; nello stesso gruppo, la Francia, nonostante la qualità dei giocatori, fu relegata alla finale D.
Nel quinto gruppo, dopo alcuni risultati sorprendenti nei primi turni, la Cecoslovacchia e la Spagna si qualificarono a spese di Israele e della Mongolia, mentre nel sesto girone il Canada, perdendo contro la Germania Est, permise alla Svezia di passare in finale. Nel gruppo 7 l'Albania andò vicina a qualificarsi per la finale alle spese della Bulgaria e dei Paesi Bassi, finendo solamente mezzo punto dietro quest'ultima e costringendo l'Australia a disputare la finale C. Gli Stati Uniti, nonostante molte assenze, vinsero l'ultimo gruppo davanti alla Romania, mentre le Filippine non riuscirono a qualificarsi.

### Seconda fase
La finale si aprì con la vittoria dell'Ungheria sull'Unione Sovietica, la quale dopo quattro turni si ritrovò quarta, a tre punti dalla Jugoslavia che era in testa. I sovietici recuperarono fino a superare la Cecoslovacchia e i padroni da casa, che a tre turni dal termine si ritrovarono saldamente al terzo posto, 2,5 punti sopra la Cecoslovacchia ma 3,5 punti dietro ai sovietici e agli ungheresi; nel frattempo la Germania Est, una delle possibili medaglie, dopo sei sconfitte consecutive si rialzò al nono posto e l'Argentina, vincitore di diverse medaglie nelle passate edizioni, continuava ad essere terzultima.
Per la prima volta da quando l'Unione Sovietica partecipava alle Olimpiadi, l'ultimo turno fu decisivo: i sovietici avevano infatti mezzo punto di vantaggio sugli ungheresi; questi ultimi, tuttavia, pareggiando con la Germania Ovest, vinsero la medaglia d'argento.

### Risultati assoluti
| Pos.     | Squadra          | Scacchiere           | Scacchiere          | Scacchiere             | Scacchiere                 | Scacchiere            | Scacchiere          | Elo      | Punti    |
| Pos.     | Squadra          | Prima                | Seconda             | Terza                  | Quarta                     | Quinta (1ª riserva)   | Sesta (2ª riserva)  | Elo      | Punti    |
| Finale A | Finale A         | Finale A             | Finale A            | Finale A               | Finale A                   | Finale A              | Finale A            | Finale A | Finale A |
| -------- | ---------------- | -------------------- | ------------------- | ---------------------- | -------------------------- | --------------------- | ------------------- | -------- | -------- |
|          | Unione Sovietica | GM Tigran Petrosyan  | GM Viktor Korčnoj   | GM Vasilij Smyslov     | GM Michail Tal'            | GM Anatolij Karpov    | MI Volodymyr Savon  | 2635     | 42       |
|          | Ungheria         | GM Lajos Portisch    | GM István Bilek     | MI Győző Forintos      | MI Zoltán Ribli            | MI István Csom        | MI Gyula Sax        | 2531     | 40,5     |
|          | Jugoslavia       | GM Svetozar Gligorić | GM Borislav Ivkov   | GM Ljubomir Ljubojević | GM Aleksandar Matanović    | GM Milan Matulović    | MI Josip Rukavina   | 2543     | 38       |
| 4        | Cecoslovacchia   | GM Vlastimil Hort    | GM Jan Smejkal      | GM Miroslav Filip      | MI Vlastimil Jansa         | MI Josef Přibyl       | Jindřich Trapl      | 2534     | 35,5     |
| 5        | Germania Ovest   | GM Robert Hübner     | GM Klaus Darga      | MI Helmut Pfleger      | MI Hans-Joachim Hecht      | Hans Günther Kestler  | Jürgen Dueball      | 2540     | 35       |
| 6        | Bulgaria         | GM Milko Bobocov     | GM Georgi Tringov   | GM Ivan Radulov        | GM Nikola Pădevski         | Peicho Peev           | Sarkis Bohosjan     | 2459     | 32       |
| 7        | Romania          | GM Florin Gheorghiu  | MI Victor Ciocâltea | MI Theodor Ghiţescu    | Emil Eungureanu            | MI Dumitri Ghizdavu   | Carol Partoş        | 2466     | 31,5     |
| 8        | Paesi Bassi      | GM Jan Donner        | MI Hans Ree         | MI Coenraad Zuidema    | MI Jan Timman              | MI Robert Hartoch     | Bertus Enklaar      | 2465     | 29       |
| 9        | Stati Uniti      | GM Lubomir Kavalik   | GM Robert Byrne     | GM Pál Benkő           | GM Arthur Bernard Bisguier | William Martz         | George Francis Kane | 2515     | 29       |
| 10       | Germania Est     | GM Wolfgang Uhlmann  | Mi Burkhard Malich  | Rainer Knaak           | MI Heinz Liebert           | Manfred Schöneberg    | Lothar Vogt         | 2490     | 27,5     |
| Finale B |                  |                      |                     |                        |                            |                       |                     |          |          |
| 17       | Inghilterra      | MI Raymond Keene     | William Hartston    | MI Robert Wade         | Peter Markland             | Andrew Whiteley       | John Littlewood     | 2413     | 37       |
| 18       | Israele          | MI Shimon Kagan      | MI Yair Kraidman    | Uzi Geller             | Avraham Kaldor             | Amikam Balshan        | Samuel Friedman     | 2353     | 36,5     |
| 19       | Canada           | MI Duncan Suttles    | GM Daniel Yanofsky  | MI Zvonko Vranesic     | MI Peter Biyiasas          | MI Bruce Amos         | MI Lawrence Day     | 2443     | 33       |
| Finale C |                  |                      |                     |                        |                            |                       |                     |          |          |
| 32       | Australia        | GM Walter Browne     | Maxwell Fuller      | Trevor Hay             | Alfred Flatow              | Douglas Hamilton      | Terrey Shaw         | 2370     | 45       |
| 33       | Finlandia        | MI Heikki Westerinen | MI Kaarle Ojanen    | Ilkka Saren            | Juhani Sorri               | Yrjö Rantanen         | Ilkka Kanko         | 2288     | 42       |
| 34       | Scozia           | MI David Levy        | Craig Pritchett     | Gerald Bonner          | Peter Jamieson             | Brian Denman          | James Aitken        | 2273     | 39       |
| Finale D |                  |                      |                     |                        |                            |                       |                     |          |          |
| 48       | Francia          | GM Nicolas Rossolimo | Miodrag Todorcević  | Jean-Claude Letzelter  | Bernard Huguet             | Maurice Raizman       | Aldo Haïk           | 2276     | 46,5     |
| 49       | Singapore        | Tan Lian Ann         | Lim Kok Ann         | Giam Choo Kwee         | Choong Liong On            | Andrew Ee             | Pang Kwok Leong     | 2263     | 42       |
| 50       | Malta            | Henry Camilleri      | Adriano Gouder      | Wilfred Attard         | Micheal Saliba             | Victor Cilia Vincenti | Alex Casha          | 2213     | 32       |

### Risultati individuali
Furono assegnate medaglie ai giocatori di ogni scacchiera con le tre migliori percentuali di punti per partita.
|                                | Giocatore              | Punti            | Partite          | %                |
| Prima scacchiera               | Prima scacchiera       | Prima scacchiera | Prima scacchiera | Prima scacchiera |
| ------------------------------ | ---------------------- | ---------------- | ---------------- | ---------------- |
|                                | GM Robert Hübner       | 15               | 18               | 83,3             |
|                                | GM Vlastimil Hort      | 14,5             | 18               | 80,6             |
|                                | GM Walter Browne       | 17,5             | 22               | 79,5             |
| Seconda scacchiera             |                        |                  |                  |                  |
|                                | GM Viktor Korčnoj      | 11               | 15               | 73,3             |
|                                | Craig Pritchett        | 12               | 17               | 70,6             |
|                                | William Hartston       | 12               | 17               | 70,6             |
| Terza scacchiera               |                        |                  |                  |                  |
|                                | GM Ljubomir Ljubojević | 15,5             | 19               | 81,6             |
|                                | GM Vasilij Smyslov     | 11               | 14               | 78,6             |
|                                | Carlos Cuartas         | 13               | 18               | 72,2             |
| Quarta scacchiera              |                        |                  |                  |                  |
|                                | GM Michail Tal'        | 14               | 16               | 87,5             |
|                                | Avraham Kaldor         | 12,5             | 16               | 78,1             |
|                                | MI Peter Biyiasas      | 11,5             | 15               | 76,7             |
| Quinta scacchiera (1ª riserva) |                        |                  |                  |                  |
|                                | GM Anatolij Karpov     | 13               | 15               | 86,7             |
|                                | Amikam Balshan         | 13               | 16               | 81,3             |
|                                | Massoud Amir Sawadkuhi | 12               | 15               | 80,0             |
|                                | Yrjö Rantanen          | 12               | 15               | 80,0             |
| Sesta scacchiera (2ª riserva)  |                        |                  |                  |                  |
|                                | Aldo Haïk              | 11               | 12               | 91,7             |
|                                | Terrey Shaw            | 11               | 15               | 73,3             |
|                                | Jürgen Dueball         | 9                | 13               | 69,2             |

#### Medaglie individuali per nazione
| Nazione          |   |   |   | Totali |
| ---------------- | - | - | - | ------ |
| Unione Sovietica | 3 | 1 | 0 | 4      |
| Germania Ovest   | 1 | 0 | 1 | 2      |
| Jugoslavia       | 1 | 0 | 0 | 1      |
| Francia          | 1 | 0 | 0 | 1      |
| Israele          | 0 | 2 | 0 | 2      |
| Australia        | 0 | 1 | 1 | 2      |
| Cecoslovacchia   | 0 | 1 | 0 | 1      |
| Scozia           | 0 | 1 | 0 | 1      |
| Inghilterra      | 0 | 1 | 0 | 1      |
| Colombia         | 0 | 0 | 1 | 1      |
| Canada           | 0 | 0 | 1 | 1      |
| Iran             | 0 | 0 | 1 | 1      |
| Finlandia        | 0 | 0 | 1 | 1      |

## Torneo femminile
Al torneo femminile parteciparono 23 squadre composte da tre giocatrici (due titolari ed una riserva). Le squadre vennero divise in quattro gironi da sei squadre (eccetto il primo, di cinque nazioni), ed in seguito in tre finali con otto, otto e sette partecipanti.

### Prima fase
Nella tabella seguente sono elencati i gruppi in cui vennero divise le squadre. In grassetto sono evidenziate le squadre qualificate alla finale A, in corsivo quelle qualificate alla finale B.
| Gruppo 1         | Gruppo 2       | Gruppo 3 | Gruppo 4       |
| ---------------- | -------------- | -------- | -------------- |
| Australia        | Austria        | Brasile  | Finlandia      |
| Germania Est     | Cecoslovacchia | Bulgaria | Germania Ovest |
| Irlanda          | Inghilterra    | Israele  | Polonia        |
| Paesi Bassi      | Giappone       | Mongolia | Singapore      |
| Unione Sovietica | Jugoslavia     | Romania  | Svezia         |
|                  | Scozia         | Svizzera | Ungheria       |

### Risultati assoluti
| Pos.     | Squadra          | Scacchiere                 | Scacchiere                        | Scacchiere                        | Punti    |
| Pos.     | Squadra          | Prima                      | Seconda                           | Terza (riserva)                   | Punti    |
| Finale A | Finale A         | Finale A                   | Finale A                          | Finale A                          | Finale A |
| -------- | ---------------- | -------------------------- | --------------------------------- | --------------------------------- | -------- |
|          | Unione Sovietica | MI Nona Gaprindashvili     | MIF Alla Kushnir                  | MIF Irina Levitina                | 11       |
|          | Romania          | MIF Elisabeta Polihroniade | MIF Alexandra Nicolau             | MIF Gertrude Baumstark            | 8        |
|          | Ungheria         | MIF Mária Ivánka           | MIF Zsuzsa Veröci                 | Gyuláné Krizsán                   | 8        |
| 4        | Bulgaria         | MIF Antonina Geogrieva     | MIF Venka Asenova                 | Vesmina Shikova                   | 7,5      |
| 5        | Cecoslovacchia   | MIF Štěpánka Vokřálová     | MIF Květa Eretová                 | Eva Hojdarová                     | 7        |
| 6        | Germania Ovest   | Anni Laakmann              | Irmgard Kärner                    | MIF Ursula Wasnetzky              | 5,5      |
| 7        | Germania Est     | MIF Waltraud Nowarra       | Gabriele Just                     | Christina Hölzlein                | 4,5      |
| 8        | Inghilterra      | MIF Jana Hartston          | MIF Elaine Pritchard              | MIF Anne Sunnucks                 | 4        |
| Finale B |                  |                            |                                   |                                   |          |
| 9        | Polonia          | MIF Krystyna Radzikowska   | Hanna Ereńska-Radzewska           | MIF Miroslawa Litmanowicz         | 10,5     |
| 10       | Jugoslavia       | MIF Milunka Lazarević      | MIF Katarina Jovanović-Blagojevic | MIF Henrijeta Konarkowska-Sokolov | 8,5      |
| 11       | Austria          | Ingeborg Kattinger         | Alfreda Hausner                   | Wilma Samt                        | 7        |
| Finale C |                  |                            |                                   |                                   |          |
| 17       | Svizzera         | Anna Näpfer                | Elsa Lüssy                        | J. Fässler                        | 9        |
| 18       | Israele          | Frida Rabinovich           | Lidia Gal                         | S. Klugas                         | 8,5      |
| 19       | Singapore        | Mok Poh Pheng              | Giam Yoke Chin                    | Jane Tan                          | 6        |

### Risultati individuali
Furono assegnate medaglie alle giocatrici di ogni scacchiera con le tre migliori percentuali di punti per partita.
|                            | Giocatrice                        | Punti            | Partite          | %                |
| Prima scacchiera           | Prima scacchiera                  | Prima scacchiera | Prima scacchiera | Prima scacchiera |
| -------------------------- | --------------------------------- | ---------------- | ---------------- | ---------------- |
|                            | MI Nona Gaprindashvili            | 6,5              | 8                | 81,3             |
|                            | MIF Mária Ivánka                  | 7,5              | 10               | 75,0             |
|                            | MIF Krystyna Radzikowska          | 6,5              | 9                | 72,2             |
| Seconda scacchiera         |                                   |                  |                  |                  |
|                            | MIF Alla Kushnir                  | 7                | 8                | 87,5             |
|                            | Hanna Ereńska-Radzewska           | 7,5              | 9                | 83,3             |
|                            | Lidia Gal                         | 4                | 5                | 80,0             |
| Terza scacchiera (riserva) |                                   |                  |                  |                  |
|                            | Jane Tan                          | 5                | 5                | 100,0            |
|                            | Irina Levitina                    | 5,5              | 6                | 91,7             |
|                            | MIF Henrijeta Konarkowska-Sokolov | 4,5              | 7                | 64,3             |

#### Medaglie individuali per nazione
| Nazione          |   |   |   | Totali |
| ---------------- | - | - | - | ------ |
| Unione Sovietica | 2 | 1 | 0 | 3      |
| Singapore        | 1 | 0 | 0 | 1      |
| Polonia          | 0 | 1 | 1 | 2      |
| Ungheria         | 0 | 1 | 0 | 1      |
| Israele          | 0 | 0 | 1 | 1      |
| Jugoslavia       | 0 | 0 | 1 | 1      |

## Medagliere
| Nazione        | Torneo open      | Torneo open      | Torneo open      | Torneo open          | Torneo open          | Torneo open          | Torneo femminile | Torneo femminile | Torneo femminile | Torneo femminile     | Torneo femminile     | Torneo femminile     | Totale | Totale | Totale | Totale |   |
| Nazione        | Torneo a squadre | Torneo a squadre | Torneo a squadre | Medaglie individuali | Medaglie individuali | Medaglie individuali | Torneo a squadre | Torneo a squadre | Torneo a squadre | Medaglie individuali | Medaglie individuali | Medaglie individuali | Totale | Totale | Totale | Totale |   |
| -------------- | ---------------- | ---------------- | ---------------- | -------------------- | -------------------- | -------------------- | ---------------- | ---------------- | ---------------- | -------------------- | -------------------- | -------------------- | ------ | ------ | ------ | ------ | - |
| Nazione        | Unione Sovietica | 1                | 0                | 0                    | 3                    | 1                    | 0                | 1                | 0                | 0                    | 2                    | 1                    | 0      | 7      | 2      | 0      | 9 |
| Jugoslavia     | 0                | 0                | 1                | 1                    | 0                    | 0                    | 0                | 0                | 0                | 0                    | 0                    | 1                    | 1      | 0      | 2      | 3      |   |
| Germania Ovest | 0                | 0                | 0                | 1                    | 0                    | 1                    | 0                | 0                | 0                | 0                    | 0                    | 0                    | 1      | 0      | 1      | 2      |   |
| Francia        | 0                | 0                | 0                | 1                    | 0                    | 0                    | 0                | 0                | 0                | 0                    | 0                    | 0                    | 1      | 0      | 0      | 1      |   |
| Singapore      | 0                | 0                | 0                | 0                    | 0                    | 0                    | 0                | 0                | 0                | 1                    | 0                    | 0                    | 1      | 0      | 0      | 1      |   |
| Ungheria       | 0                | 1                | 0                | 0                    | 0                    | 0                    | 0                | 0                | 1                | 0                    | 1                    | 0                    | 0      | 2      | 1      | 3      |   |
| Israele        | 0                | 0                | 0                | 0                    | 2                    | 0                    | 0                | 0                | 0                | 0                    | 0                    | 1                    | 0      | 2      | 1      | 3      |   |
| Australia      | 0                | 0                | 0                | 0                    | 1                    | 1                    | 0                | 0                | 0                | 0                    | 0                    | 0                    | 0      | 1      | 1      | 2      |   |
| Polonia        | 0                | 0                | 0                | 0                    | 0                    | 0                    | 0                | 0                | 0                | 0                    | 1                    | 1                    | 0      | 1      | 1      | 2      |   |
| Scozia         | 0                | 0                | 0                | 0                    | 1                    | 0                    | 0                | 0                | 0                | 0                    | 0                    | 0                    | 0      | 1      | 0      | 1      |   |
| Inghilterra    | 0                | 0                | 0                | 0                    | 1                    | 0                    | 0                | 0                | 0                | 0                    | 0                    | 0                    | 0      | 1      | 0      | 1      |   |
| Cecoslovacchia | 0                | 0                | 0                | 0                    | 1                    | 0                    | 0                | 0                | 0                | 0                    | 0                    | 0                    | 0      | 1      | 0      | 1      |   |
| Romania        | 0                | 0                | 0                | 0                    | 0                    | 0                    | 0                | 1                | 0                | 0                    | 0                    | 0                    | 0      | 1      | 0      | 1      |   |
| Iran           | 0                | 0                | 0                | 0                    | 0                    | 1                    | 0                | 0                | 0                | 0                    | 0                    | 0                    | 0      | 0      | 1      | 1      |   |
| Finlandia      | 0                | 0                | 0                | 0                    | 0                    | 1                    | 0                | 0                | 0                | 0                    | 0                    | 0                    | 0      | 0      | 1      | 1      |   |
| Colombia       | 0                | 0                | 0                | 0                    | 0                    | 1                    | 0                | 0                | 0                | 0                    | 0                    | 0                    | 0      | 0      | 1      | 1      |   |
| Canada         | 0                | 0                | 0                | 0                    | 0                    | 1                    | 0                | 0                | 0                | 0                    | 0                    | 0                    | 0      | 0      | 1      | 1      |   |